# Palais du Gouvernorat (Rome)
Pour l’article homonyme, voir Palais du Gouvernorat du Vatican.
Le Palais du Gouvernorat (en italien, Palazzo del Governatorato) est un bâtiment éclectique de Rome situé dans le quartier de Lido di Ostia Levante. 
Il sert de siège au Municipio X, ayant auparavant servi de siège à la délégation de représentation du gouvernorat de Rome pendant les années de fascisme, de la municipalité de Rome après la Seconde Guerre mondiale et de la XIIIème Circonscription. 

## Histoire
Avec la bonification des marais au début des années 1900, la construction de ce qui allait devenir la "plage de Rome" a commencé. Avec la croissance démographique de la zone, la construction d'un bâtiment représentant la Commune de Rome a commencé sur la Piazza dei Ravennati. L'édifice est entré en service en 1914, mais avec l'approbation du plan directeur en 1916, il a été décidé de déplacer la délégation près de la gare d'Ostie. 
Le projet a été confié à l'architecte Vincenzo Fasolo et la première pierre a été posée le 10 août 1924 en présence du cardinal Vincenzo Vannutelli et de Benito Mussolini à l'occasion de l'ouverture du chemin de fer Rome-Lido et de l'établissement balnéaire Stabilimento Roma. 
Les travaux ont commencé quelques mois plus tard en travertin de Tivoli et tuf doré provenant de la campagne romaine. Les décorations extérieures, réalisées en 1926 sur un dessin d'Umberto Calzolari, ont été approuvées par Fasolo lui-même, tandis que les décorations intérieures ont été réalisées entre 1933 et 1937. Le thème des décorations, en plein style dalmate-italien, est celui de la mythologie romaine. 
Les travaux ont été achevés en 1928 et lors de l'inauguration, le palais abritait: une école, les bureaux de la délégation du gouvernorat, une clinique et le siège de la police de la ville au rez-de-chaussée, tandis que le premier étage était occupé par les quartiers de la police et les espaces privés d'un des délégués du gouvernorat, Adriano Hamilton. Jusqu'aux années 80, la chirurgie est restée le seul hôpital disponible dans la région d'Ostie. 
L'architecte Marcello Piacentini commente positivement l'œuvre en mars 1929 dans la revue milanaise Architecture et arts décoratifs. 
Selon certains témoignages, le 22 mai 1943, une bombe a été larguée près du palais dans le but de briser la tour, mais elle n'a causé aucun dommage. 
En août 2001, un petit aigle a été volé placé sur l'entablement du puits dans la cour intérieure du bâtiment. 

## Description
La tour carrée, élément principal du bâtiment, est en travertin et a été décorée de hauts-reliefs représentant des armes, des armures et des insignes romains. Au centre des quatre façades se trouvent les armoiries héraldiques de la maison de Savoie, même si certaines d'entre elles ont été perdues. Selon une analyse des croquis préliminaires, la tour serait incomplète car une structure contenant une cloche aurait dû être ajoutée. 
Le portail d'entrée de la Piazza della Stazione Vecchia présente une réplique d'une Victoire ailée, bordant la reproduction de la Porte Romaine par Italo Gismondi. 

## Connections
- Il est accessible depuis la gare de Lido di Ostia Centro.